# Radian
Uzasadnienie: praktycznie identyczne tematy, o czym świadczą inne wersje językowe Wikipedii

Kąt ma miarę 1 radiana, jeśli długość łuku równa jest promieniowi R.

Radian (w skrócie rad od łac. radius „promień”) – jednostka miary łukowej kąta płaskiego zdefiniowana jako miara kąta środkowego, w którym długość łuku wyznaczonego przez kąt środkowy jest równa promieniowi okręgu. Niemianowana jednostka pochodna układu SI.

## Związek z innymi jednostkami

Radiany i stopnie

Zachodzą następujące wzory zamiany miary łukowej kąta z jednostki:
- stopniowej na radialną
{\displaystyle \alpha (\mathrm {rad} )={\frac {\alpha (^{\circ })\cdot \pi }{180^{\circ }}}\ \mathrm {rad} ,}
- gradowej na radialną
{\displaystyle \alpha (\mathrm {rad} )={\frac {\alpha (^{\mathrm {g} })\cdot \pi }{200^{\mathrm {g} }}}\ \mathrm {rad} ,}

w związku z czym:
{\displaystyle 1\ \mathrm {rad} ={\frac {180^{\circ }}{\pi }}\approx 57{,}295779513082320876798154814105^{\circ },}
oraz
{\displaystyle 1\ \mathrm {rad} ={\frac {200^{\mathrm {g} }}{\pi }}\approx 63{,}66197724^{\mathrm {g} }.}

### Przykład
Kąt o mierze łukowej 36° (podanej w stopniach) ma miarę wyrażoną w radianach równą
{\displaystyle 36^{\circ }\cdot {\frac {\pi }{180^{\circ }}}\approx 0{,}628\ \mathrm {rad} .}

## Pozostałe jednostki miary kąta
- stopień (minuta, sekunda, tercja, kwarta)
- grad (centygrad, myriograd)
- tysiączna (artyleryjska, Rimailho; z nadmiarem, niedomiarem).

## Przybliżenie małych kątów
| α (°) | α [rad]  | sin α    | tg α     |
| ----- | -------- | -------- | -------- |
| 40    | 0,698132 | 0,642788 | 0,839100 |
| 30    | 0,523599 | 0,500000 | 0,577350 |
| 20    | 0,349066 | 0,342020 | 0,363970 |
| 10    | 0,174533 | 0,173648 | 0,176327 |
| 5     | 0,087266 | 0,087156 | 0,087489 |
| 2     | 0,034907 | 0,034899 | 0,034921 |
| 1     | 0,017453 | 0,017452 | 0,017455 |

Miara łukowa kąta z jednostką radialną jest wygodna szczególnie do przybliżania małych kątów ze względu na własności funkcji trygonometrycznych:
{\displaystyle \sin \alpha \approx \operatorname {tg} \ \alpha \approx \alpha ,}
przy czym zależności te nie są prawdziwe dla kątów wyrażonych w innych jednostkach (precyzję przybliżenia można ocenić na podstawie tabelki obok).